# 錯角

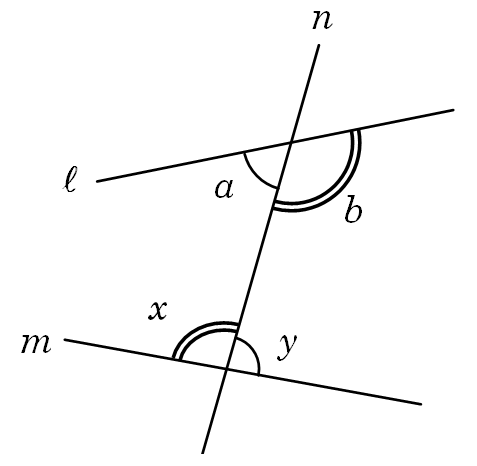
錯角

錯角（さっかく、Alternate angles）とは、右の図のように平面上にある2直線( l, m)にほかの1本の直線(n)が交わってできる角のうち、斜め向かいに位置する角をいう。図では、∠ a と∠ y 、∠ b と∠ x が錯角である。
2直線 l , m が平行であることと、錯角が等しいことは同値である。
錯角が等しいということは、平行である。